# Poblado C-34
Poblado C-34 es una localidad del municipio de Huimanguillo ubicado en la subregión de la Chontalpa del estado mexicano de Tabasco.

## Geografía
La localidad de Poblado C-34 se sitúa en las coordenadas geográficas 17°58′15″N 93°37′34″O / 17.970833, -93.626111, a una elevación de 9 metros sobre el nivel del mar.

## Demografía
Según el Conteo de Población y Vivienda 2020, efectuado por el Instituto Nacional de Estadística y Geografía, la localidad de Poblado C-34 tiene 111 habitantes, de los cuales 49 son del sexo masculino y 62 del sexo femenino. Su tasa de fecundidad es de 2.37 hijos por mujer y tiene 32 viviendas particulares habitadas.
| Gráfica de evolución demográfica de Poblado C-34 entre 2000 y 2020 |
|                                                                    |
| INEGI.                                                             |